# Dźunagadh
Dźunagadh (hindi जूनागढ़, gudźarati જુનાગઢ) – miasto w zachodnich Indiach, w stanie Gudźarat. Według danych z 2011 roku liczba mieszkańców miasta wynosiła 319 462.